# ? (Bersuit Vergarabat)
? è un album in studio del gruppo musicale argentino Bersuit, pubblicato nel 2007.

## Tracce
1. Laten bolas – 3:50
2. De ahí soy yo – 5:26
3. Mi vida – 3:03
4. Ebrio de sinrazón – 4:00
5. Rebelión – 3:43
6. Humor linyera – 3:32
7. Siempre lo mismo – 5:11
8. Luna hermosa – 3:16
9. El lechero – 4:02
10. No me paranoiqueen – 4:15
11. Ansiando libertad – 4:21
12. El guerrero – 4:55